# Werner Günthör
Werner Günthör (* 11. července 1961, Uttwil) je bývalý švýcarský atlet, trojnásobný mistr světa a mistr Evropy ve vrhu koulí. Je někdejším držitelem světového rekordu v hale.

## Kariéra
Vyučil se instalatérem, později vystudoval tělesnou výchovu a pracoval jako trenér pro státní sportovní organizaci BASPO. Kromě koule se věnoval také hodu diskem (osobní rekord 54,48 m) a jízdě na bobech. Je dvanáctinásobným mistrem Švýcarska ve vrhu koulí, čtyřikrát vyhrál lausannský mítink Athletissima. V letech 1986, 1987 a 1991 vyhrál anketu o švýcarského sportovce roku. Po ukončení kariéry se přiznal k užívání anabolik.

### Mistrovství světa
Je jediným koulařem, který se stal třikrát mistrem světa. Při debutu na mistrovství světa v atletice 1983 vypadl v kvalifikaci po výkonu 19,18 m, vyhrál v letech 1987 (22,23 m, dosud platný rekord šampionátu), 1991 (21,67 m) a 1993 (21,97 m).

### Mistrovství Evropy
Na mistrovství Evropy v atletice 1986 porazil favorizovaného Ulfa Timmermanna z NDR a vybojoval pro švýcarskou výpravu jedinou zlatou medaili na šampionátu. Jeho výkon 22,22 m je dosud nepřekonaným rekordem ME. Na mistrovství Evropy v atletice 1990 nestartoval pro zranění.

### Olympijské hry
Třikrát reprezentoval na letních olympijských hrách. Poprvé v roce 1984 na olympiádě v Los Angeles, kde obsadil 5. místo. O čtyři roky později vybojoval na LOH v jihokorejském Soulu výkonem 21,99 metru bronzovou medaili. Těsně pod stupni vítězů, na 4. místě skončil v roce 1992 na olympiádě v Barceloně. Jeho nejdelší vrh z poslední série měřil 20,91 m. Bronz získal ruský koulař v barvách SNS Vjačeslav Lyčo, který poslal kouli ve druhé sérii do vzdálenosti 20,94 m.

## Osobní rekordy
- hala – 22,26 m – 8. února 1987, Magglingen
- venku – 22,75 m – 23. srpna 1988, Bern (pátý nejlepší koulař všech dob)[6]